# Liste des localités des Philippines par province
Cet article recense les villes et municipalités des Philippines, organisées par province et classées par ordre alphabétique.

## Liste par province

### Abra
Municipalités
- Bangued
- Boliney
- Bucay
- Bucloc
- Daguioman
- Danglas
- Dolores
- La Paz
- Lacub
- Lagangilang
- Lagayan
- Langiden
- Licuan-Baay
- Luba
- Malibcong
- Manabo
- Peñarrubia
- Pidigan
- Pilar
- Sallapadan
- San Isidro
- San Juan
- San Quintin
- Tayum
- Tineg
- Tubo
- Villaviciosa

### Agusan del Norte
Municipalités
- Buenavista
- Carmen
- Jabonga
- Kitcharao
- Las Nieves
- Magallanes
- Nasipit
- Remedios T. Romualdez
- Santiago
- Tubay

Villes
- Butuan
- Cabadbaran

### Agusan del Sur
Municipalités
- Bunawan
- Esperanza
- La Paz
- Loreto
- Prosperidad
- Rosario
- San Francisco
- San Luis
- Santa Josefa
- Sibagat
- Talacogon
- Trento
- Veruela

Villes
- Bayugan

### Aklan
Municipalités
- Altavas
- Balete
- Banga
- Batan
- Buruanga
- Ibajay
- Kalibo
- Lezo
- Libacao
- Madalag
- Makato
- Malay
- Malinao
- Nabas
- New Washington
- Numancia
- Tangalan

### Albay
Municipalités
- Bacacay
- Camalig
- Daraga
- Guinobatan
- Jovellar
- Libon
- Malilipot
- Malinao
- Manito
- Oas
- Pio Duran
- Polangui
- Rapu-Rapu
- Santo Domingo
- Tiwi

Villes
- Legazpi
- Ligao
- Tabaco

### Antique
Municipalités
- Anini-y
- Barbaza
- Belison
- Bugasong
- Caluya
- Culasi
- Hamtic
- Laua-an
- Libertad
- Pandan
- Patnongon
- San Jose
- San Remigio
- Sebaste
- Sibalom
- Tibiao
- Tobias Fornier
- Valderrama

### Apayao
Municipalités
- Calanasan
- Conner
- Flora
- Kabugao
- Luna
- Pudtol
- Santa Marcela

### Aurora
Municipalités
- Baler
- Casiguran
- Dilasag
- Dinalungan
- Dingalan
- Dipaculao
- Maria Aurora
- San Luis

### Basilan
Municipalités
- Akbar
- Al-Barka
- Hadji Mohammad Ajul
- Lantawan
- Maluso
- Sumisip
- Tipo-Tipo
- Tuburan
- Ungkaya Pukan

Villes
- Isabela
- Lamitan

### Bataan
Municipalités
- Abucay
- Bagac
- Dinalupihan
- Hermosa
- Limay
- Mariveles
- Morong
- Orani
- Orion
- Pilar
- Samal

Villes
- Balanga

### Batanes
Municipalités
- Basco
- Itbayat
- Ivana
- Mahatao
- Sabtang
- Uyugan

### Batangas
Municipalités
- Agoncillo
- Alitagtag
- Balayan
- Balete
- Bauan
- Calaca
- Calatagan
- Cuenca
- Ibaan
- Laurel
- Lemery
- Lian
- Lobo
- Mabini
- Malvar
- Mataas na Kahoy
- Nasugbu
- Padre Garcia
- Rosario
- San Jose
- San Juan
- San Luis
- San Nicolas
- San Pascual
- Santa Teresita
- Santo Tomas
- Taal
- Talisay
- Taysan
- Tingloy
- Tuy

Villes
- Batangas
- Lipa
- Tanauan

### Benguet
Municipalités
- Atok
- Bakun
- Bokod
- Buguias
- Itogon
- Kabayan
- Kapangan
- Kibungan
- La Trinidad
- Mankayan
- Sablan
- Tuba
- Tublay

Villes
- Baguio

### Biliran
Municipalités
- Almeria
- Biliran
- Cabucgayan
- Caibiran
- Culaba
- Kawayan
- Maripipi
- Naval

### Bohol
Municipalités
- Alburquerque
- Alicia
- Anda
- Antequera
- Baclayon
- Balilihan
- Batuan
- Bien Unido
- Bilar
- Buenavista
- Calape
- Candijay
- Carmen
- Catigbian
- Clarin
- Corella
- Cortes
- Dagohoy
- Danao
- Dauis
- Dimiao
- Duero
- Garcia Hernandez
- Guindulman
- Inabanga
- Jagna
- Jetafe
- Lila
- Loay
- Loboc
- Loon
- Mabini
- Maribojoc
- Panglao
- Pilar
- Pres. Carlos P. Garcia
- Sagbayan
- San Isidro
- San Miguel
- Sevilla
- Sierra Bullones
- Sikatuna
- Talibon
- Trinidad
- Tubigon
- Ubay
- Valencia

Villes
- Tagbilaran

### Bukidnon
Municipalités
- Baungon
- Cabanglasan
- Damulog
- Dangcagan
- Don Carlos
- Impasug-ong
- Kadingilan
- Kalilangan
- Kibawe
- Kitaotao
- Lantapan
- Libona
- Malitbog
- Manolo Fortich
- Maramag
- Pangantucan
- Quezon
- San Fernando
- Sumilao
- Talakag

Villes
- Malaybalay
- Valencia

### Bulacain
Communes
- Angat
- Balagtas
- Baliuag
- Bocaue
- Bulacan
- Bustos
- Calumpit
- Doña Remedios Trinidad
- Guiguinto
- Hagonoy
- Marilô
- Norçagarailles
- Obando
- Pandi
- Plaridel
- Pômbon
- Pulilan
- San Ildefonso
- Saint Michel de Mayumo
- San Rafael
- Sainte-Marie de Bulacain

Villes
- Malolos
- Meycaouaillane
- Saint-Joseph-du-Mont

### Cagayan
Municipalités
- Abulug
- Alcala
- Allacapan
- Amulung
- Aparri
- Baggao
- Ballesteros
- Buguey
- Calayan
- Camalaniugan
- Claveria
- Enrile
- Gattaran
- Gonzaga
- Iguig
- Lal-Lo
- Lasam
- Pamplona
- Peñablanca
- Piat
- Rizal
- Sanchez-Mira
- Santa Ana
- Santa Praxedes
- Santa Teresita
- Santo Niño
- Solana
- Tuao

Villes
- Tuguegarao

### Camarines Norte
Municipalités
- Basud
- Capalonga
- Daet
- Jose Panganiban
- Labo
- Mercedes
- Paracale
- San Lorenzo Ruiz
- San Vicente
- Santa Elena
- Talisay
- Vinzons

### Camarines Sur
Municipalités
- Baao
- Balatan
- Bato
- Bombon
- Buhi
- Bula
- Cabusao
- Calabanga
- Camaligan
- Canaman
- Caramoan
- Del Gallego
- Gainza
- Garchitorena
- Goa
- Lagonoy
- Libmanan
- Lupi
- Magarao
- Milaor
- Minalabac
- Nabua
- Ocampo
- Pamplona
- Pasacao
- Pili
- Presentacion
- Ragay
- Sagñay
- San Fernando
- San Jose
- Sipocot
- Siruma
- Tigaon
- Tinambac

Villes
- Iriga
- Naga

### Camiguin
Municipalités
- Catarman
- Guinsiliban
- Mahinog
- Mambajao
- Sagay

### Capiz
Municipalités
- Cuartero
- Dao
- Dumalag
- Dumarao
- Ivisan
- Jamindan
- Ma-ayon
- Mambusao
- Panay
- Panitan
- Pilar
- Pontevedra
- President Roxas
- Sapi-an
- Sigma
- Tapaz

Villes
- Roxas

### Catanduanes
Municipalités
- Bagamanoc
- Baras
- Bato
- Caramoran
- Gigmoto
- Pandan
- Panganiban
- San Andres
- San Miguel
- Viga
- Virac

### Cavite
Municipalités
- Alfonso
- Amadeo
- Carmona
- General Emilio Aguinaldo
- General Mariano Alvarez
- Indang
- Kawit
- Magallanes
- Maragondon
- Mendez
- Naic
- Noveleta
- Rosario
- Silang
- Tanza
- Ternate

Villes
- Bacoor
- Cavite
- Dasmariñas
- General Trias
- Imus
- Tagaytay
- Trece Martires

### Cebu
Municipalités
- Alcantara
- Alcoy
- Alegria
- Aloguinsan
- Argao
- Asturias
- Badian
- Balamban
- Bantayan
- Barili
- Boljoon
- Borbon
- Carmen
- Catmon
- Compostela
- Consolacion
- Cordoba
- Daanbantayan
- Dalaguete
- Dumanjug
- Ginatilan
- Liloan
- Madridejos
- Malabuyoc
- Medellin
- Minglanilla
- Moalboal
- Oslob
- Pilar
- Pinamungahan
- Poro
- Ronda
- Samboan
- San Fernando
- San Francisco
- San Remigio
- Santa Fe
- Santander
- Sibonga
- Sogod
- Tabogon
- Tabuelan
- Tuburan
- Tudela

Villes
- Bogo
- Carcar
- Cebu
- Danao
- Lapu-Lapu
- Mandaue
- Naga
- Talisay
- Toledo

### Compostela Valley
Municipalités
- Compostela
- Laak
- Mabini
- Maco
- Maragusan
- Mawab
- Monkayo
- Montevista
- Nabunturan
- New Bataan
- Pantukan

### Cotabato
Municipalités
- Alamada
- Aleosan
- Antipas
- Arakan
- Banisilan
- Carmen
- Kabacan
- Libungan
- Magpet
- Makilala
- Matalam
- Midsayap
- M'Lang
- Pigkawayan
- Pikit
- President Roxas
- Tulunan

Villes
- Kidapawan

### Cotabato du Sud
Municipalités
- Banga
- Lake Sebu
- Norala
- Polomolok
- Santo Niño
- Surallah
- Tampakan
- Tantangan
- T'Boli
- Tupi

Villes
- General Santos
- Koronadal

### Davao del Norte
Municipalités
- Asuncion
- Braulio E. Dujali
- Carmen
- Kapalong
- New Corella
- San Isidro
- Santo Tomas
- Talaingod

Villes
- Samal
- Panabo
- Tagum

### Davao del Sur
Municipalités
- Bansalan
- Hagonoy
- Kiblawan
- Magsaysay
- Malalag
- Matanao
- Padada
- Santa Cruz
- Sulop

Villes
- Davao
- Digos

### Davao occidental
Municipalités
- Don Marcelino
- Jose Abad Santos
- Malita
- Santa Maria
- Sarangani

### Davao oriental
Municipalités
- Baganga
- Banaybanay
- Boston
- Caraga
- Cateel
- Governor Generoso
- Lupon
- Manay
- San Isidro
- Tarragona

Villes
- Mati

### Dinagat Islands
Municipalités
- Basilisa
- Cagdianao
- Dinagat
- Libjo
- Loreto
- San Jose
- Tubajon

### Guimaras
Municipalités
- Buenavista
- Jordan
- Nueva Valencia
- San Lorenzo
- Sibunag

### Ifugao
Municipalités
- Aguinaldo
- Alfonso Lista
- Asipulo
- Banaue
- Hingyon
- Hungduan
- Kiangan
- Lagawe
- Lamut
- Mayoyao
- Tinoc

### Ilocos Norte
Municipalités
- Adams
- Bacarra
- Badoc
- Bangui
- Banna
- Burgos
- Carasi
- Currimao
- Dingras
- Dumalneg
- Marcos
- Nueva Era
- Pagudpud
- Paoay
- Pasuquin
- Piddig
- Pinili
- San Nicolas
- Sarrat
- Solsona
- Vintar

Villes
- Batac
- Laoag

### Ilocos Sur
Municipalités
- Alilem
- Banayoyo
- Bantay
- Burgos
- Cabugao
- Caoayan
- Cervantes
- Galimuyod
- Gregorio del Pilar
- Lidlidda
- Magsingal
- Nagbukel
- Narvacan
- Quirino
- Salcedo
- San Emilio
- San Esteban
- San Ildefonso
- San Juan
- San Vicente
- Santa
- Santa Catalina
- Santa Cruz
- Santa Lucia
- Santa Maria
- Santiago
- Santo Domingo
- Sigay
- Sinait
- Sugpon
- Suyo
- Tagudin

Villes
- Candon
- Vigan

### Iloilo
Municipalités
- Ajuy
- Alimodian
- Anilao
- Badiangan
- Balasan
- Banate
- Barotac Nuevo
- Barotac Viejo
- Batad
- Bingawan
- Cabatuan
- Calinog
- Carles
- Concepcion
- Dingle
- Dueñas
- Dumangas
- Estancia
- Guimbal
- Igbaras
- Janiuay
- Lambunao
- Leganes
- Lemery
- Leon
- Maasin
- Miagao
- Mina
- New Lucena
- Oton
- Pavia
- Pototan
- San Dionisio
- San Enrique
- San Joaquin
- San Miguel
- San Rafael
- Santa Barbara
- Sara
- Tigbauan
- Tubungan
- Zarraga

Villes
- Iloilo
- Passi

### Isabela
Municipalités
- Alicia
- Angadanan
- Aurora
- Benito Soliven
- Burgos
- Cabagan
- Cabatuan
- Cordon
- Delfin Albano
- Dinapigue
- Divilacan
- Echague
- Gamu
- Ilagan
- Jones
- Luna
- Maconacon
- Mallig
- Naguilian
- Palanan
- Quezon
- Quirino
- Ramon
- Reina Mercedes
- Roxas
- San Agustin
- San Guillermo
- San Isidro
- San Manuel
- San Mariano
- San Mateo
- San Pablo
- Santa Maria
- Santo Tomas
- Tumauini

Villes
- Cauayan
- Santiago

### Kalinga
Municipalités
- Balbalan
- Lubuagan
- Pasil
- Pinukpuk
- Rizal
- Tanudan
- Tinglayan

Villes
- Tabuk

### La Union
Municipalités
- Agoo
- Aringay
- Bacnotan
- Bagulin
- Balaoan
- Bangar
- Bauang
- Burgos
- Caba
- Luna
- Naguilian
- Pugo
- Rosario
- San Gabriel
- San Juan
- Santo Tomas
- Santol
- Sudipen
- Tubao

Villes
- San Fernando

### Laguna
Municipalités
- Alaminos
- Bay
- Biñan
- Cabuyao
- Calauan
- Cavinti
- Famy
- Kalayaan
- Liliw
- Los Baños
- Luisiana
- Lumban
- Mabitac
- Magdalena
- Majayjay
- Nagcarlan
- Paete
- Pagsanjan
- Pakil
- Pangil
- Pila
- Rizal
- San Pedro
- Santa Cruz
- Santa Maria
- Siniloan
- Victoria

Villes
- Calamba
- San Pablo
- Santa Rosa

### Lanao du Nord
Municipalités
- Bacolod
- Baloi
- Baroy
- Kapatagan
- Kauswagan
- Kolambugan
- Lala
- Linamon
- Magsaysay
- Maigo
- Matungao
- Munai
- Nunungan
- Pantao Ragat
- Pantar
- Poona Piagapo
- Salvador
- Sapad
- Sultan Naga Dimaporo
- Tagoloan
- Tangcal
- Tubod

Villes
- Iligan

### Lanao du Sud
Municipalités
- Bacolod-Kalawi
- Balabagan
- Balindong
- Bayang
- Binidayan
- Buadiposo-Buntong
- Bubong
- Bumbaran
- Butig
- Calanogas
- Ditsaan-Ramain
- Ganassi
- Kapai
- Kapatagan
- Lumba-Bayabao
- Lumbaca-Unayan
- Lumbatan
- Lumbayanague
- Madalum
- Madamba
- Maguing
- Malabang
- Marantao
- Marogong
- Masiu
- Mulondo
- Pagayawan
- Piagapo
- Picong
- Poona Bayabao
- Pualas
- Saguiaran
- Sultan Dumalondong
- Tagoloan II
- Tamparan
- Taraka
- Tubaran
- Tugaya
- Wao

Villes
- Marawi

### Leyte
Municipalités
- Abuyog
- Alangalang
- Albuera
- Babatngon
- Barugo
- Bato
- Burauen
- Calubian
- Capoocan
- Carigara
- Dagami
- Dulag
- Hilongos
- Hindang
- Inopacan
- Isabel
- Jaro
- Javier
- Julita
- Kananga
- La Paz
- Leyte
- MacArthur
- Mahaplag
- Matag-ob
- Matalom
- Mayorga
- Merida
- Palo
- Palompon
- Pastrana
- San Isidro
- San Miguel
- Santa Fe
- Tabango
- Tabontabon
- Tanauan
- Tolosa
- Tunga
- Villaba

Villes
- Baybay
- Ormoc
- Tacloban

### Leyte du Sud
Municipalités
- Anahawan
- Bontoc
- Hinunangan
- Hinundayan
- Libagon
- Liloan
- Limasawa
- Macrohon
- Malitbog
- Padre Burgos
- Pintuyan
- Saint Bernard
- San Francisco
- San Juan
- San Ricardo
- Silago
- Sogod
- Tomas Oppus

Villes
- Maasin

### Maguindanao
Municipalités
- Ampatuan
- Buluan
- Datu Abdullah Sangki
- Datu Anggal Midtimbang
- Datu Montawal
- Datu Paglas
- Datu Piang
- Datu Saudi-Ampatuan
- Datu Unsay
- General Salipada K. Pendatun
- Guindulungan
- Mamasapano
- Mangudadatu
- Pagalungan
- Paglat
- Pandag
- Rajah Buayan
- Shariff Aguak
- South Upi
- Sultan sa Barongis
- Talayan
- Talitay

Villes
- Cotabato

### Marinduque
Municipalités
- Boac
- Buenavista
- Gasan
- Mogpog
- Santa Cruz
- Torrijos

### Masbate
Municipalités
- Aroroy
- Baleno
- Balud
- Batuan
- Cataingan
- Cawayan
- Claveria
- Dimasalang
- Esperanza
- Mandaon
- Milagros
- Mobo
- Monreal
- Palanas
- Pio V. Corpuz
- Placer
- San Fernando
- San Jacinto
- San Pascual
- Uson

Villes
- Masbate

### Metro Manila
Villes
- Caloocan
- Las Piñas
- Makati
- Malabon
- Mandaluyong
- Manille
- Marikina
- Muntinlupa
- Navotas
- Parañaque
- Pasay
- Pasig
- Quezon
- San Juan
- Taguig
- Valenzuela

### Misamis Occidental
Municipalités
- Aloran
- Baliangao
- Bonifacio
- Calamba
- Clarin
- Concepcion
- Don Victoriano Chiongbian
- Jimenez
- Lopez Jaena
- Panaon
- Plaridel
- Sapang Dalaga
- Sinacaban
- Tudela

Villes
- Oroquieta
- Ozamis
- Tangub

### Misamis oriental
Municipalités
- Alubijid
- Balingasag
- Balingoan
- Binuangan
- Claveria
- El Salvador
- Gitagum
- Initao
- Jasaan
- Kinoguitan
- Lagonglong
- Laguindingan
- Libertad
- Lugait
- Magsaysay
- Manticao
- Medina
- Naawan
- Opol
- Salay
- Sugbongcogon
- Tagoloan
- Talisayan
- Villanueva

Villes
- Cagayan de Oro
- El Salvador
- Gingoog

### Mountain Province
Municipalités
- Barlig
- Bauko
- Besao
- Bontoc
- Natonin
- Paracelis
- Sabangan
- Sadanga
- Sagada
- Tadian

Villes
- Pateros

### Negros Occidental
Municipalités
- Binalbagan
- Calatrava
- Candoni
- Cauayan
- Enrique B. Magalona
- Hinigaran
- Hinoba-an
- Ilog
- Isabela
- La Castellana
- Manapla
- Moises Padilla
- Murcia
- Pontevedra
- Pulupandan
- Salvador Benedicto
- San Enrique
- Toboso
- Valladolid

Villes
- Bacolod
- Bago
- Cadiz
- Escalante
- Himamaylan
- Kabankalan
- La Carlota
- Sagay
- San Carlos
- Silay
- Sipalay
- Talisay
- Victorias

### Negros oriental
Municipalités
- Amlan
- Ayungon
- Bacong
- Basay
- Bindoy
- Dauin
- Jimalalud
- La Libertad
- Mabinay
- Manjuyod
- Pamplona
- San Jose
- Santa Catalina
- Siaton
- Sibulan
- Tayasan
- Valencia
- Vallehermoso
- Zamboanguita

Villes
- Bais
- Bayawan
- Canlaon
- Dumaguete
- Guihulngan
- Tanjay

### Nueva Ecija
Municipalités
- Aliaga
- Bongabon
- Cabiao
- Carranglan
- Cuyapo
- Gabaldon
- General Mamerto Natividad
- General Tinio
- Guimba
- Jaen
- Laur
- Licab
- Llanera
- Lupao
- Nampicuan
- Pantabangan
- Peñaranda
- Quezon
- Rizal
- San Antonio
- San Isidro
- San Leonardo
- Santa Rosa
- Santo Domingo
- Talavera
- Talugtug
- Zaragoza

Villes
- Cabanatuan
- Gapan
- Palayan
- San Jose
- Science City of Muñoz

### Nueva Vizcaya
Municipalités
- Alfonso Castañeda
- Ambaguio
- Aritao
- Bagabag
- Bambang
- Bayombong
- Diadi
- Dupax del Norte
- Dupax del Sur
- Kasibu
- Kayapa
- Quezon
- Santa Fe
- Solano
- Villaverde

### Mindoro Occidental
Municipalités
- Abra de Ilog
- Calintaan
- Looc
- Lubang
- Magsaysay
- Mamburao
- Paluan
- Rizal
- Sablayan
- San Jose
- Santa Cruz

### Mindoro Oriental
Municipalités
- Baco
- Bansud
- Bongabong
- Bulalacao
- Gloria
- Mansalay
- Naujan
- Pinamalayan
- Pola
- Puerto Galera
- Roxas
- San Teodoro
- Socorro
- Victoria

Villes
- Calapan

### Palawan
Municipalités
- Aborlan
- Agutaya
- Araceli
- Balabac
- Bataraza
- Brooke's Point
- Busuanga
- Cagayancillo
- Coron
- Culion
- Cuyo
- Dumaran
- El Nido
- Kalayaan
- Linapacan
- Magsaysay
- Narra
- Quezon
- Rizal
- Roxas
- San Vicente
- Sofronio Española
- Taytay

Villes
- Puerto Princesa

### Pampanga
Municipalités
- Apalit
- Arayat
- Bacolor
- Candaba
- Floridablanca
- Guagua
- Lubao
- Mabalacat
- Macabebe
- Magalang
- Masantol
- Mexico
- Minalin
- Porac
- San Luis
- San Simon
- Santa Ana
- Santa Rita
- Santo Tomas
- Sasmuan

Villes
- Ángeles
- San Fernando

### Pangasinan
Municipalités
- Agno
- Aguilar
- Alcala
- Anda
- Asingan
- Balungao
- Bani
- Basista
- Bautista
- Bayambang
- Binalonan
- Binmaley
- Bolinao
- Bugallon
- Burgos
- Calasiao
- Dasol
- Infanta
- Labrador
- Laoac
- Lingayen
- Mabini
- Malasiqui
- Manaoag
- Mangaldan
- Mangatarem
- Mapandan
- Natividad
- Pozzorubio
- Rosales
- San Fabian
- San Jacinto
- San Manuel
- San Nicolas
- San Quintin
- Santa Barbara
- Santa Maria
- Santo Tomas
- Sison
- Sual
- Tayug
- Umingan
- Urbiztondo
- Villasis

Villes
- Alaminos
- Dagupan
- San Carlos
- Urdaneta

### Quezon
Municipalités
- Agdangan
- Alabat
- Atimonan
- Buenavista
- Burdeos
- Calauag
- Candelaria
- Catanauan
- Dolores
- General Luna
- General Nakar
- Guinayangan
- Gumaca
- Infanta
- Jomalig
- Lopez
- Lucban
- Macalelon
- Mauban
- Mulanay
- Padre Burgos
- Pagbilao
- Panukulan
- Patnanungan
- Perez
- Pitogo
- Plaridel
- Polillo
- Quezon
- Real
- Sampaloc
- San Andres
- San Antonio
- San Francisco
- San Narciso
- Sariaya
- Tagkawayan
- Tiaong
- Unisan

Villes
- Lucena
- Tayabas

### Quirino
Municipalités
- Aglipay
- Cabarroguis
- Diffun
- Maddela
- Nagtipunan
- Saguday

### Rizal
Municipalités
- Angono
- Baras
- Binangonan
- Cainta
- Cardona
- Jalajala
- Morong
- Pililla
- Rodriguez
- San Mateo
- Tanay
- Taytay
- Teresa

Villes
- Antipolo

### Romblon
Municipalités
- Alcantara
- Banton
- Cajidiocan
- Calatrava
- Concepcion
- Corcuera
- Ferrol
- Looc
- Magdiwang
- Odiongan
- Romblon
- San Agustin
- San Andres
- San Fernando
- San Jose
- Santa Fe
- Santa Maria

### Samar
Municipalités
- Almagro
- Basey
- Calbiga
- Daram
- Gandara
- Hinabangan
- Jiabong
- Marabut
- Matuguinao
- Motiong
- Pagsanghan
- Paranas
- Pinabacdao
- San Jorge
- San Jose de Buan
- San Sebastian
- Santa Margarita
- Santa Rita
- Santo Niño
- Tagapul-an
- Talalora
- Tarangnan
- Villareal
- Zumarraga

Villes
- Calbayog
- Catbalogan

### Samar du Nord
Municipalités
- Allen
- Biri
- Bobon
- Capul
- Catarman
- Catubig
- Gamay
- Laoang
- Lapinig
- Las Navas
- Lavezares
- Lope de Vega
- Mapanas
- Mondragon
- Palapag
- Pambujan
- Rosario
- San Antonio
- San Isidro
- San Jose
- San Roque
- San Vicente
- Silvino Lobos
- Victoria

### Samar Oriental
Municipalités
- Arteche
- Balangiga
- Balangkayan
- Can-avid
- Dolores
- General MacArthur
- Giporlos
- Guiuan
- Hernani
- Jipapad
- Lawaan
- Llorente
- Maslog
- Maydolong
- Mercedes
- Oras
- Quinapondan
- Salcedo
- San Julian
- San Policarpo
- Sulat
- Taft

Villes
- Borongan

### Sarangani
Municipalités
- Alabel
- Glan
- Kiamba
- Maasim
- Maitum
- Malapatan
- Malungon

### Shariff Kabunsuan
Municipalités
- Barira
- Buldon
- Datu Blah T. Sinsuat
- Datu Odin Sinsuat
- Kabuntalan
- Matanog
- Northern Kabuntalan
- Parang
- Sultan Kudarat
- Sultan Mastura
- Upi

### Siquijor
Municipalités
- Enrique Villanueva
- Larena
- Lazi
- Maria
- San Juan
- Siquijor

### Sorsogon
Municipalités
- Barcelona
- Bulan
- Bulusan
- Casiguran
- Castilla
- Donsol
- Gubat
- Irosin
- Juban
- Magallanes
- Matnog
- Pilar
- Prieto Diaz
- Santa Magdalena

Villes
- Sorsogon

### Sultan Kudarat
Municipalités
- Bagumbayan
- Columbio
- Esperanza
- Isulan
- Kalamansig
- Lambayong
- Lebak
- Lutayan
- Palimbang
- President Quirino
- Sen. Ninoy Aquino

Villes
- Tacurong

### Sulu
Municipalités
- Banguingui
- Hadji Panglima Tahil
- Indanan
- Jolo
- Kalingalan Caluang
- Lugus
- Luuk
- Maimbung
- Old Panamao
- Omar
- Pandami
- Panglima Estino
- Pangutaran
- Parang
- Pata
- Patikul
- Siasi
- Talipao
- Tapul

### Surigao du Nord
Municipalités
- Alegria
- Bacuag
- Burgos
- Claver
- Dapa
- Del Carmen
- General Luna
- Gigaquit
- Mainit
- Malimono
- Pilar
- Placer
- San Benito
- San Francisco
- San Isidro
- Santa Monica
- Sison
- Socorro
- Tagana-an
- Tubod

Villes
- Surigao

### Surigao du Sud
Municipalités
- Barobo
- Bayabas
- Cagwait
- Cantilan
- Carmen
- Carrascal
- Cortes
- Hinatuan
- Lanuza
- Lianga
- Lingig
- Madrid
- Marihatag
- San Agustin
- San Miguel
- Tagbina
- Tago

Villes
- Bislig
- Tandag

### Tarlac
Municipalités
- Anao
- Bamban
- Camiling
- Capas
- Concepcion
- Gerona
- La Paz
- Mayantoc
- Moncada
- Paniqui
- Pura
- Ramos
- San Clemente
- San Jose
- San Manuel
- Santa Ignacia
- Victoria

Villes
- Tarlac

### Tawi-Tawi
Municipalités
- Bongao
- Languyan
- Mapun
- Panglima Sugala
- Sapa-Sapa
- Sibutu
- Simunul
- Sitangkai
- South Ubian
- Tandubas
- Turtle Islands

### Zambales
Municipalités
- Botolan
- Cabangan
- Candelaria
- Castillejos
- Iba
- Masinloc
- Palauig
- San Antonio
- San Felipe
- San Marcelino
- San Narciso
- Santa Cruz
- Subic

Villes
- Olongapo

### Zamboanga del Norte
Municipalités
- Baliguian
- Godod
- Gutalac
- Jose Dalman
- Kalawit
- Katipunan
- La Libertad
- Labason
- Leon B. Postigo
- Liloy
- Manukan
- Mutia
- Piñan
- Polanco
- President Manuel A. Roxas
- Rizal
- Salug
- Sergio Osmeña Sr.
- Siayan
- Sibuco
- Sibutad
- Sindangan
- Siocon
- Sirawai
- Tampilisan

Villes
- Dapitan
- Dipolog

### Zamboanga del Sur
Municipalités
- Aurora
- Bayog
- Dimataling
- Dinas
- Dumalinao
- Dumingag
- Guipos
- Josefina
- Kumalarang
- Labangan
- Lakewood
- Lapuyan
- Mahayag
- Margosatubig
- Midsalip
- Molave
- Pitogo
- Ramon Magsaysay
- San Miguel
- San Pablo
- Sominot
- Tabina
- Tambulig
- Tigbao
- Tukuran
- Vincenzo A. Sagun

Villes
- Pagadian
- Zamboanga

### Zamboanga Sibugay
Municipalités
- Alicia
- Buug
- Diplahan
- Imelda
- Ipil
- Kabasalan
- Mabuhay
- Malangas
- Naga
- Olutanga
- Payao
- Roseller Lim
- Siay
- Talusan
- Titay
- Tungawan

## Sources
- (en) Philippine Standard Geographic Code